# Christian Bögle
Christian Bögle (* 1979 in Coburg) ist ein deutscher Cartoon-Zeichner. Seine Zeichnungen werden im Internet veröffentlicht, aber auch in der Regionalpresse.
Im Jahr 2004 veröffentlichte der Toonster Verlag sein Buch „Streichelzoo“, an einem weiteren, beispielsweise „Geschmacklose Geschenke“, hat er mitgewirkt. Seit 2005 ist er Mitglied bei Toonlight Comics, deren erstes Gemeinschaftsprojekt „Ganz grosses Kino“ Mitte 2006 erschienen ist. „Das liebe Buch“ folgte 2008.
In den letzten Jahren hat er hauptsächlich für Bands und Labels gezeichnet – unter anderem für Zebrahead, The Gaslight Anthem, Lit, Bring Me the Horizon und Flogging Molly.
Außerdem ist er Bassist/Sänger der Punkrock-Band Alien101 und der Nachfolgeband Arms Like Snakes.

## Werke
- 2004 Streichelzoo, ISBN 3-9809843-1-1.
- 2004 Geschmacklose Geschenke, ISBN 3-9809843-5-4. (Gemeinschaftsprojekt von Toonster)
- 2006 Ganz grosses Kino, ISBN 3-8334-5019-3. (Gemeinschaftsprojekt von Toonlight Comics)
- 2008 Das liebe Buch, ISBN 3-8370-2528-4. (Gemeinschaftsprojekt von Toonlight Comics)